# Mount Hicks (Neuseeland)
Der Mount Hicks, auch Saint David's Dome genannt, ist ein Berg in den Neuseeländischen Alpen im Mount Cook National Park auf der Südinsel von Neuseeland.

## Geschichte
Saint David's Dome ist der ältere Name und taucht bereits 1891 in einer Karte von George Edward Mannering auf. 1896 erfolgte die Benennung in Mount Hicks, zur Ehrung eines Navigators bei James Cooks Erkundungen.
Die Bergsteiger Henry Edward Newton, R. S. Low und Alexander Graham bestiegen als Erste den Berg am 9. Februar 1906. Bill Denz und Al Jones bezwangen den Berg 1972 als erste Bergsteiger im Winter.

## Geographie
Der Berg besitzt eine Höhe von 3216 m und liegt oberhalb des Hooker-Gletschers in der Nähe des Aoraki/Mount Cook. Ausgangspunkt für eine Besteigung ist die Empress Hut. Durch die Südwand des Mount Hicks führen mehrere kombinierte Klettereien, unter anderem die Dingle-Button Route.